# Kaliwerk Vereinigte Ernsthall
Das Kaliwerk Vereinigte Ernsthall war eine Schachtanlage mit angeschlossener Kalifabrik der „Mansfeldschen Kupferschieferbauenden Gewerkschaft“ unweit der Ortschaft Wansleben am See im Landkreis Mansfeld-Südharz in Sachsen-Anhalt. Der einst nördlich von Wansleben gelegene Salzige See, dessen Wasser eine permanente Gefahr für die Grubenbaue des Mansfelder Kupferschieferbergbaus darstellte, wurde 1894 trockengelegt. Eine im Seerandgebiet geteufte Erkundungsbohrung wies 1896 ein ca. 35 m mächtiges Kalilager nach.

## Geologische und hydrogeologische Lagerstättenverhältnisse

### Geologische und lagerstättenwirtschaftliche Situation

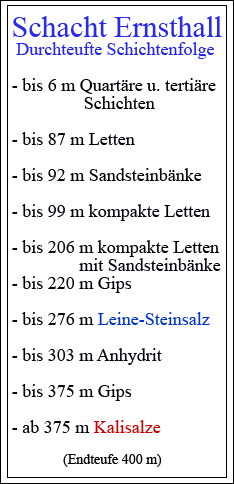
Die vom Schacht Ernsthall durchteuften Gesteinsschichten

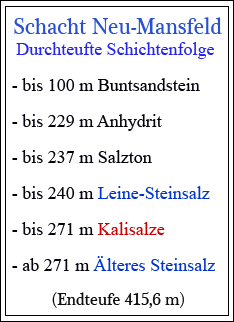
Die vom Schacht Neu-Mansfeld durchteuften Gesteinsschichten

Die Grubenfelder von Neu-Mansfeld und Ernsthall liegen an der NE- bzw. SW-Flanke des von Delitz über Teutschenthal in Richtung Eisleben verlaufenden Teutschenthaler Sattels. Östlich von Wansleben ist der Teutschenthaler Sattel noch als konformer Salzsattel vorhanden; im Bereich westlich von Wansleben ist dagegen – infolge der Heraushebung der Sattelachse in nordwestlicher Richtung – der Sattelkopf abgelaugt worden. Die Baufelder der beiden Schächte grenzen dicht an das so entstandene Auslaugungsgebiet, die sogenannte Eisleber Niederung an. Der Ostrand der Auslaugungssenke (identisch mit dem Ostufer des ehemaligen Salzigen Sees) folgt dem umlaufenden Streichen des Kalilagers und ist auch morphologisch deutlich erkennbar. Der Salzspiegel wird bei einer Teufe von −150 m NN angenommen. Das gesamte Auslaugungsgebiet ist durch stärkere Senkungs- und Erdfalltätigkeit gekennzeichnet. Nordwestlich der Grubenfelder Ernsthall/Neu-Mansfeld wird der Teutschenthaler Sattel von der WSW-ENE verlaufenden Hornburger Tiefenstörung durchquert, die u. a. die große Queraufsattelung des sog. Salzke-Sattels verursacht. Im Bereich der Schachtanlagen Ernsthall/Neu-Mansfeld bzw. deren näheren Umgebung wurden um die Jahrhundertwende einige Erkundungsbohrungen niedergebracht, die teils im Bereich des konformen Salzsattels, teils im bereits abgelaugtem Gebiet stehen.

### Geologische Verhältnisse der Schachtanlage Ernsthall
Der Schacht selbst wurde etwa im Bereich der Sattelachse des Teutschenthaler Sattels niedergebracht. Von hier aus erfolgte der Aufschluss der Baufelder in Richtung Norden und Westen bis auf eine Entfernung von rund 200–300 m an den Bereich des Salzspiegels heran. Nach dem Schachtprofil und den Ergebnissen der untertägigen Bohrungen war das Normalprofil des Zechsteins bis zum Roten Salzton vollständig entwickelt. Das Einfallen der Schichten lag im Nordfeld bei durchschnittlich 30° Ost, im Westfeld bei 25° Süd. Die Mächtigkeit des Kalilagers schwankte zwischen 10–12 m im Nordfeld und 15–20 m im Westfeld. Bemerkenswert waren die (durch fließtektonische Vorgänge im Gefolge der Hornburger Tiefenstörung bedingten) Lagerverdopplungen, wie sie auch im Schachtprofil angetroffen wurden. Die Mächtigkeit des oberen Lagers erreichte hierbei allerdings nur Werte von 3–4 m; der K2O-Gehalt des oberen Lagers wird mit 12,6 % angegeben.
Eine Analyse des gewinnbaren Salzes des unteren (Haupt-)Lagers aus dem Jahre 1902 weist 13,5 % KCl, 27,3 % NaCl, 14,0 % MgSO4, 2,8 % CaSO4, 18,3 % MgCl2 und 24,1 % H2O nach. Spätere Proben (vornehmlich Hackproben) weisen dagegen K2O-Gehalte zwischen 9,7 und 12,1 % auf. Im Allgemeinen war das Carnallitgestein meist als graugefärbter kieseritischer Trümmercarnallit entwickelt. Der Steinsalzgehalt wurde als gering eingeschätzt. Tachhydritvorkommen sind nur im Bereich der Verbindungsstrecke zwischen den Schächten Ernsthall und Neu-Mansfeld im mittleren Lagerteil beobachtet worden.

### Geologische Verhältnisse der Schachtanlage Neu-Mansfeld
Der Schacht wurde auf der NE-Flanke des Teutschenthaler Sattels abgeteuft. Im Schachtprofil sind oberhalb des Hauptanhydrits nur noch die Auslaugungsreste des Zechstein 3 und 4 angetroffen worden. Das Grubenfeld wurde etwa im Streichen der Lagerstätte angelegt und entwickelte sich in Richtung NW und SE. Das Kalilager ist überwiegend als graugefärbter kieseritischer Trümmercarnallit entwickelt, lediglich im Nordfeld wurde auch rotgefärbter Carnallit angetroffen. Aus älteren Unterlagen geht hervor, dass im Südfeld daneben ein „sylvinreiches opalisierendes Carnallitgestein“ mit einem K2O-Gehalt von 20 % in Form einer Linse am Liegenden des Lagers beobachtet wurde.
Im übrigen Baufeld lag der K2O-Gehalt des Carnallitits bei durchschnittlich 10 %. Die Durchschnittsmächtigkeit betrug rd. 15 m. Tachhydrit trat ebenso wie in der Schachtanlage Ernsthall nur im mittleren Lagerteil auf. Das Grubenfeld von Neu-Mansfeld ist durch das Auftreten verschiedener tektonischer Störungszonen gekennzeichnet. Als Fließerscheinungen der an den Eckpunkten der Hornburger Tiefenstörung aufgestiegenen „Salzbeule“ wurden schuppenartige Verdopplungen des Kalilagers mehrfach angetroffen. So liegt u. a. im Bereich der 280-m-Sohle unmittelbar über dem unteren Kalilager das Liniensalz (Na3) auf, ihm folgt eine nur einen Meter mächtige Kieseritregion, die von einem zweiten geringmächtigem Kalilager überlagert wird. Auch am NW-Ende der 400-m-Sohle liegt infolge tektonischer Verpressung des Hauptanhydrits und des Grauen Salztones das Liniensalz direkt auf dem Kalilager auf. Ebenfalls im NW-Feld tritt am Hangenden des Kalilagers ein Hartsalzvorkommen auf.

### Hydrogeologische Verhältnisse
Die hydrogeolog. Verhältnisse im Gebiet der Schachtanlagen Ernsthall/Neu-Mansfeld werden durch die in der näheren Umgebung umgehende Auslaugung sowie durch die Tätigkeit des Kupferschiefer- und Braunkohlenbergbaus z. T. beeinflusst. In der Auslaugungssenke der Eisleber Niederung existieren gegenwärtig außer dem Süßen See noch der in der Nähe der Schachtanlage Neu-Mansfeld gelegene Kerner See und der weiter westlich gelegene Binder See. Letztere sind die Reste des Salzigen Sees.
Zur allgemeinen hydrogeologischen Einschätzung der in der Umgebung der beiden Schächte anstehenden bzw. durchteuften und durchbohrten Schichten ist folgendes zu bemerken:
- Känozoikum: allgemein geringe Wasserführung infolge geringer Niederschlagsmengen und kleinem Einzugsgebiet.
- Oberer Buntsandstein: Wasserführung hauptsächlich in den Dolomit- und Gipshorizonten des Röt.
- Mittlerer Buntsandstein: wichtigster Grundwasserleiter.
- Unterer Buntsandstein: porenarme wasserundurchlässige Gesteine, Grundwasserleiter hauptsächlich Rogensteinhorizonte.
- Zechstein: starke Wasserführung. Bildung von unterirdischen Lösungsflächen (Salzspiegel) und Hohlräumen.

Die früher in der Eislebener Niederung bekannten Solequellen gingen nach dem Wassereinbruch in die Grubenbaue des Mansfelder Kupferschieferbergbaus von 1889 zurück. Zu erwähnen sind im Zusammenhang mit den Auslaugungserscheinungen die Deformationen der Oberfläche in Form von Erdfällen und ausgedehnten Senkungsmulden. Erstere konzentrieren sich – in Abhängigkeit vom Verlauf der Hornburger Tiefenstörung – besonders im Raum Rollsdorf. Ein direkter Zusammenhang bzw. eine Verbindung zwischen dem Erdfallgebiet Rollsdorf und der nahegelegenen Schachtanlage Neu-Mansfeld konnte bis zur Verfüllung der Schachtröhre nicht festgestellt werden.

## Geschichte

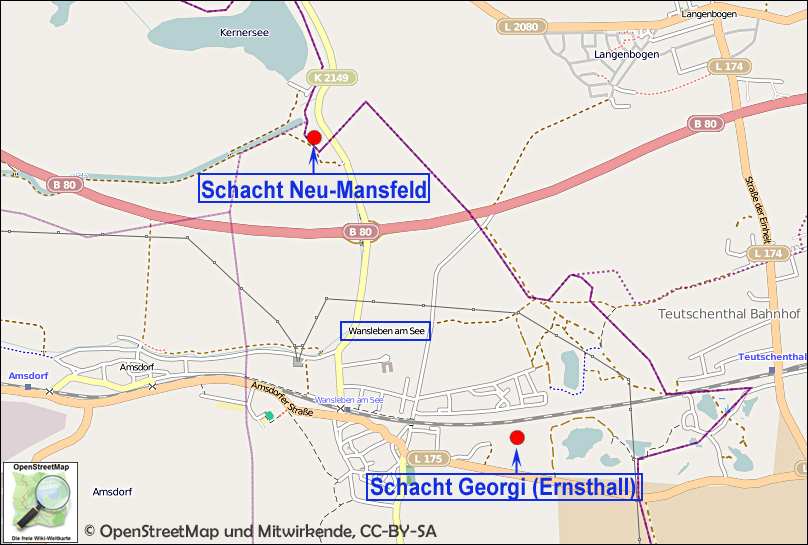
Lage der Schächte Georgi (Ernshall) und Neu-Mansfeld

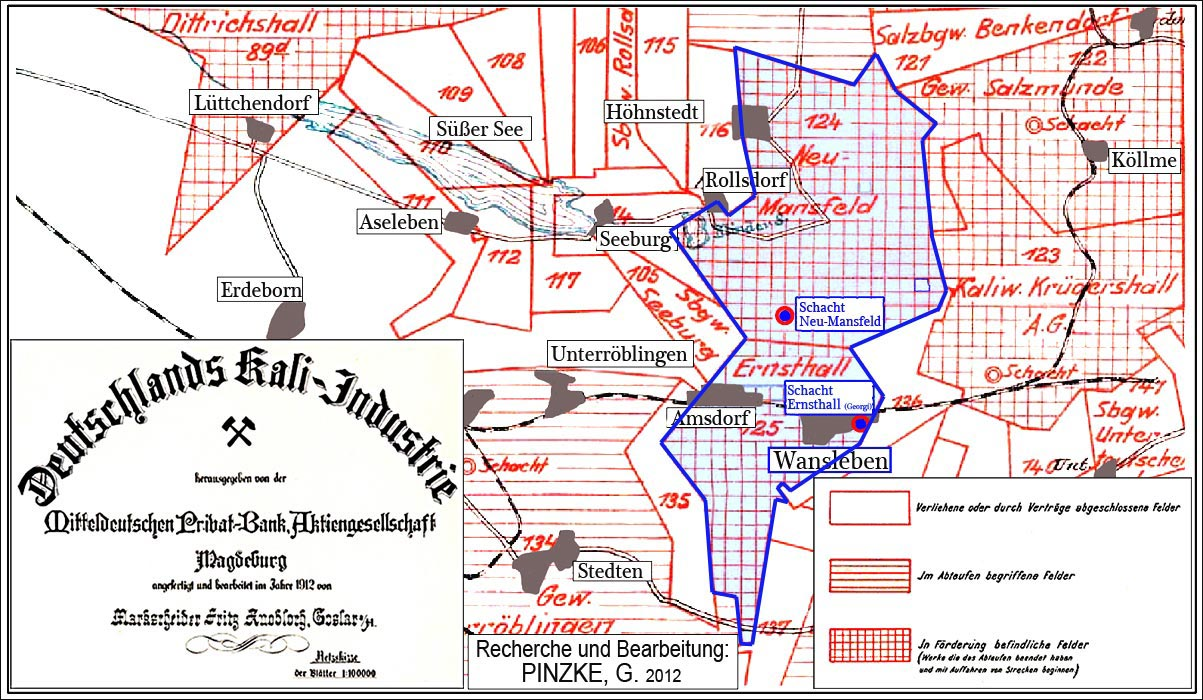
Lageplan des Kaliwerkes „Vereinigte Ernsthall“ und die Berechtsame der ehemaligen „Mansfeldschen Kupferschieferbauenden Gewerkschaft“

Am 1. März 1898 begann man mit dem Abteufen des Schachtes „Ernsthall“ – in älteren Unterlagen auch als „Georgi-Schacht“ (benannt nach Otto Georgi) bezeichnet. Der Schachtansatzpunkt – unmittelbar am Ostrand der Ortslage Wansleben und ca. 100 m südlich der Bahnlinie Halle-Eisleben gelegen – befand sich im Bereich einer Ziegelei (vormals Henkel & Co.), die im Jahr 1898 von der Mansfeldschen Kupferschieferbauenden Gewerkschaft gekauft wurde. Sie führte neben den Schachtbauarbeiten auch die Ziegelei auf eigene Rechnung fort.
1910 erfolgte das Abteufen eines zweiten Schachtes. Dieser „Schacht Neu-Mansfeld“ (die Schreibweise ist auch oftmals Neumansfeld) – wurde ca. 1,5 km nördlich der Ortslage Wansleben, am Ostrand des ehemaligen Salzigen See‘s, abgeteuft. Teile des Grubenfeldes „Ernsthall“ liegen südlich und nördlich der Bahnlinie und innerhalb der Ortslage. Das Hauptfeld der Grubenbaue befindet sich östlich der Ortslage. Unterhalb der Bahnlinie wurde in einem Streifen von ca. 40 m Breite kein Abbau betrieben. Dieser stehengelassene Sicherheitspfeiler wurde mit Strecken, die mit Ausbau versehen waren, mehrfach durchörtert. Nach Abteufen des Schachtes Neu-Mansfeld erfolgte auf der 302-m-Sohle eine Verbindung zum Schacht Georgi.
| Detail                   | Schacht Ernsthall (Georgi)         | Schacht Neu-Mansfeld               |
| ------------------------ | ---------------------------------- | ---------------------------------- |
| Abteufzeitraum           | 1898                               | 1910                               |
| Ein- oder Ausziehschacht | ausziehend                         | einziehend                         |
| Schachtdurchmesser       | 6,00 m                             | 4,25 m                             |
| Schachthöhenlage über NN | 108,50 m                           | 86,45 m                            |
| Schachtteufe             | 400,0 m                            | 415,6 m                            |
| Sohlenteufe              | 1. Sohle 302,0 m. 2. Sohle 385,0 m | 1. Sohle 285,0 m. 2. Sohle 400,0 m |

## Schachtabteufen/Schachtausbau
Mit dem Abteufen des Schachtes Ernsthall (Georgi) wurde am 1. März 1898 begonnen; am 27. März 1900 wurde das jüngere Steinsalz erreicht. Das Ausrichten des Grubenfeldes und der Beginn der Kalisalzförderung erfolgte im Jahr 1901. Die Gesamtteufe des Schachtes beträgt 400 m. Die Ackersohle liegt bei 109 m ü. NN. Der Schachtmantel wurde gemauert und nur im Abschnitt zwischen 105 m und 215 m Teufe mit Tübbingausbau versehen. Der offene Durchmesser des Schachtes beträgt 6,0 m. Im Schacht Neu-Mansfeld begannen am 1. September 1910 die Teufarbeiten. Der Schacht wurde im Jahre 1911 von der 302-m-Sohle (Verbindungsstrecke Schacht Ernsthall) aus angefahren (Füllort der 280-m-Sohle). Die weiteren Abteufarbeiten bis zur Gesamtteufe von 415,6 m wurden dann vom Füllort in 280 m Teufe aus betrieben. Beim Teufen anfallende Bergemassen wurden in das Grubenfeld Ernsthall abgefördert und versetzt. Im Jahre 1912 begann die Ausrichtung des Abbaufeldes auf der 400-m-Sohle im Carnallititlager. Der Ausbau des Schachtes besteht durchweg aus Mauerwerk; der offene Querschnitt hat einen Durchmesser von 4,25 m.
Das Einfallen des Kalilagers ist unterschiedlich und liegt etwa zwischen 25 und 30°. Die abgebauten Lagerstättenteile bestanden aus Hartsalz und Carnallitit. Der überwiegende Förderanteil stammte vermutlich aus dem Carnallititlagerteil. Die untertägigen Grubenräume beider Anlagen sind auf der 302-m-Sohle (280-m-Sohle) verbunden. Weitere Verbindungen zu anderen Grubenbauen bestehen nicht. Zwischen den Baufeldern Ernsthall und Teutschenthal steht ein bergmännisch unverritzter Lagerstättenteil von rund 1.000 m Breite an. Das in steiler Lagerung angetroffene Kaliflöz wurde im Kammerpfeilerbau mit Teilsohlenförderung oder etagenweiser Förderung abgebaut (s. Abbildung links). Von der Hauptsohle aus wurde die Unterfahrung in voller Abbaubreite hergestellt. Nach der Gewinnung und Abförderung der Flachen First wurde die Hohe First bis in Firsthöhe der ersten Etagenstrecke gedrückt (zu Bruch gesprengt) und abgefördert. Vor Gewinnung des nächsten Teilabschnittes der Steilkammer wurde der nun offene Hohlraum bis zur Sohle der ersten Etagenstrecke versetzt. Der Gewinnungs- und Fördervorgang wiederholte sich in der bereits erwähnten Form. Bei geringerem seigerem Abstand der Etagenstrecken entfiel die Gewinnung der Flachen First.

### Das Abbaufeld des Schachtes „Ernsthall“

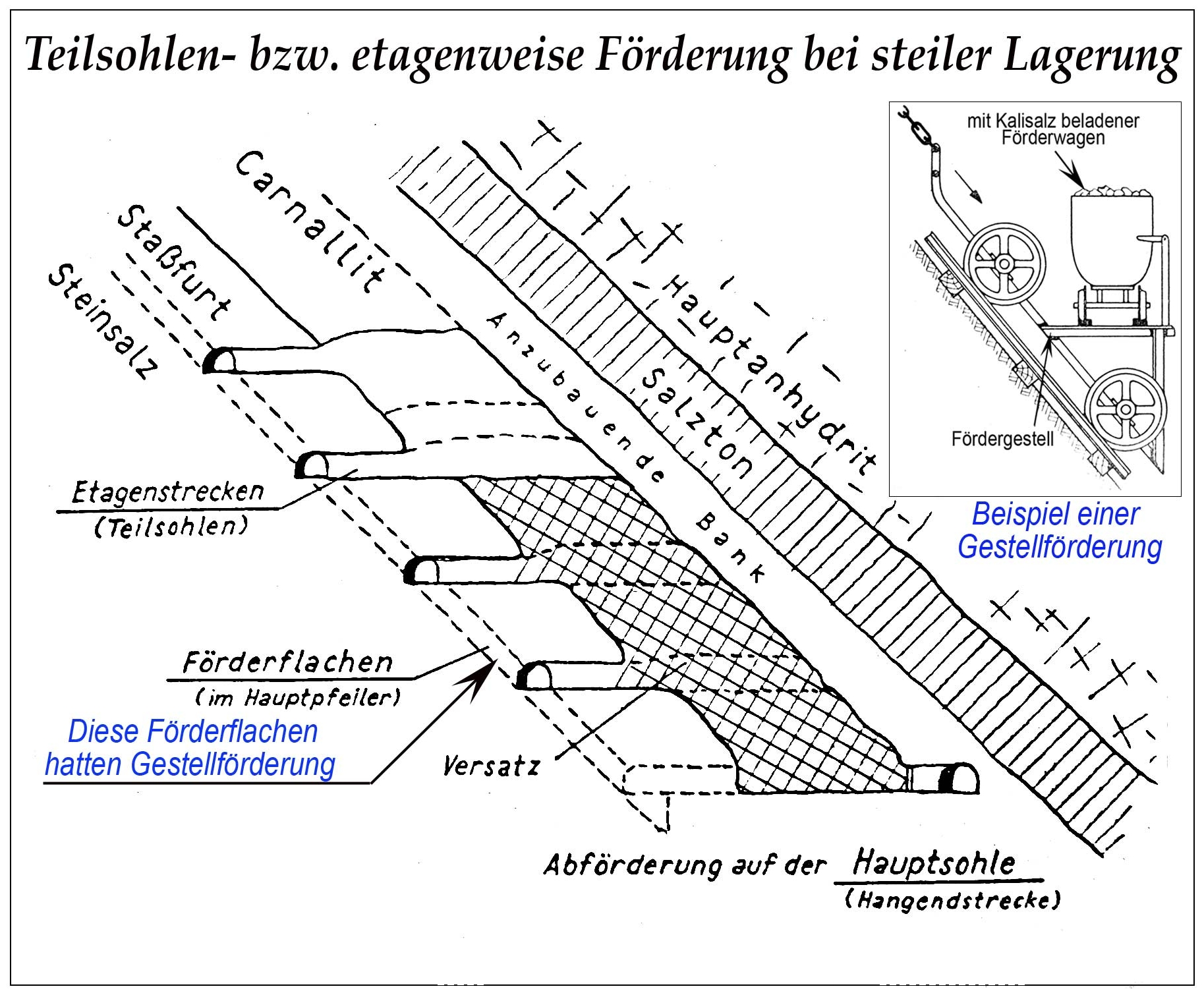
Prinzip-Skizze einer Teilsohlen- bzw. etagenweisen Förderung bei steiler Lagerung des Salinars mit Erläuterung der Gestellförderung in einem Flachen

Dieses Abbaufeld lässt sich in 4 Baugruppen unterteilen:

#### Baugruppe nördlich des Schachtes
Sie umfasst die Abbaue I–XXX (Abbaubeginn 1901, Restversatz bis 1926).

Abbauparameter: 15 m Kammerbreite, 6 m Zwischenpfeiler, vermutlich 9 m Bauhöhe. Nach je 5 Abbauen wurden 21 m als Hauptpfeiler stehen gelassen; die Abbaue wurden voll versetzt. Der Abbau begann von der 385-m-Sohle (tiefste Sohle). Zur weiteren Abförderung und Verfüllung dienten die sogenannten Etagenstrecken I bis XIII. Ausnahmen bilden die Abbaue XXI bis XXX, sie wurden nur zwischen der VIII. und XII. Etagenstrecke abgebaut. Im Grubenbild sind diese Abbaue als versetzte Grubenbaue dargestellt.

#### Baugruppe westlich des Schachtes
Sie umfasst die Abbaue I bis XXV und 1a bis 3a (Abbaubeginn 1904, Restversatz bis 1926). Abbauparameter: wie in der 1. Baugruppe.

Der Abbau begann von der 385-m-Sohle und wurde dann über die Etagenstrecken I bis VII (Abbaue II bis XI) beziehungsweise I bis IV (Abbaue XX bis XXV) fortgeführt. Im Grubenbild sind auch diese Abbaue als versetzt dargestellt.

#### Baugruppe südwestlich des Schachtes
Sie umfasst die Abbaue 1–12 (Abbaubeginn 1921 bis zur Stilllegung 1925).

Abbauparameter: 20 m Kammerbreite, 10 m Zwischenpfeiler, Bauhöhe 12 m und 8 m. Hauptpfeiler wurden nicht stehen gelassen (vermutlich querschlägig abgebaut). Versatzhöhe 6 m bei 8 m Bauhöhe. Außer Kammer 6, 11 und 12 sind alle weiteren im Risswerk als versetzt dargestellt. Der Abbau der Lagerstätte wurde von der 450-m-Sohle aus betrieben.

#### Bergemühlen
Nördlich des Schachtes wurde von der IV., V. und VI. Etagenstrecke aus je eine Bergemühle aufgefahren. Abmaße: Kammerbreite 20 m, Pfeilerbreite 20 m, Bauhöhe 3–6 m. Weitere kleinere Bergemühlen wurden von der XI. Etagenstrecke aus angelegt (ca. 250 m nordwestlich des Schachtes). Unterhalb dieser Bergemühlen wurden vom West- und Nordflügel der 385-m-Sohle Querschläge zu einer weiteren Bergemühlengruppe gefahren. Eine Teilauffahrung dieser Grubenbaue wurde noch 1942–1944 getätigt (das gewonnene Steinsalz bildet die noch heute vorhandene Salzhalde über Tage). Abmaße: Kammerbreite 25 u. 18 m, Pfeilerbreiten 20 m, Bauhöhe 3–4 m.
Außer Etagenstrecken wurden für das Nord- und Westfeld je eine Liegendstrecke im älteren Steinsalz aufgefahren. Auch die Förderflachen befinden sich überwiegend im älteren Steinsalz und wurden zum Teil in den Hauptfesten zwischen den Bauabteilungen angelegt. Im Nordfeld wurde die Verbindung zwischen Bergemühlen, Etagen- und Liegendstrecken durch einen Blindschacht hergestellt. Weitere Blindschächte befinden sich in Schachtnähe. Der Nordflügel der 302-m-Sohle verband die Schächte Ernsthall und Neu-Mansfeld. Als vermutlich offener Hohlraum wurden aus dem Grubenbild rund 230.000 m² Hohlraum ermittelt. Die letzte Befahrung einiger noch zugänglicher Grubenbaue fand am 23. Juni und 13. August 1964 statt.

### Das Abbaufeld des Schachtes „Neu-Mansfeld“
Dieses Abbaufeld bildet ein zusammenhängendes Baufeld, es erstreckt sich in südöstlicher Richtung (Abbaubeginn 1913, Ende der Gewinnungsarbeiten 1922).
Abbauparameter: 15 m Kammerbreite. 6 m Zwischenpfeiler. Bauhöhe vermutlich 8 – 12 m. Hauptfesten mit 21 m Breite wurden auch hier, nach je 5 Abbauen, belassen. Zwischen den Abbauen Nr. 15 und 21 wurden zusätzliche Pfeiler angebaut. Vermutlich kam Vollversatz zur Anwendung (mit Ausnahme der Abbaue Nr. 25 bis 29); sie wurden nicht vollständig abgebaut. Die Gewinnungsarbeiten wurden von der 400-m-Sohle aus begonnen, der weiteren Gewinnung und Versatzeinbringung dienten die Etagenstrecken I bis III. Es wurden 4 Bergemühlen aufgefahren. Die als „280-m-Sohle“ bezeichnete Strecke entspricht der Verbindungsstrecke „302-m-Sohle“ des Schachtes „Ernsthall“. Nordwestlich des Schachtes wurden Strecken zur Erkundung der Lagerstätte aufgefahren. Ein Blindschacht und mehrere Förderflachen ermöglichten die Abförderung des Fördergutes zum Schacht.
Als vermutlich noch offener Hohlraum wurden rund 30.000 m² Hohlraum ermittelt. Die Abbauförderung wurde von Hand ausgeführt, ebenso wurde der Versatz von Hand eingebracht. In den Etagenstrecken wurden die Förderwagen zum bzw. vom Förderflachen in kurzen Zügen bewegt und mittels Haspel zur Hauptsohle abgefördert. Auf der Hauptsohle waren Diesel-Loks zur Abförderung eingesetzt. Im Förderflachen wurde ein Gestell zur Förderung der Wagen benutzt, da die Neigung des Flachen 30 bis 40° betrug (siehe Abbildung oben links). Blindschächte wurden zur Ablösung dieser Gestellförderung erst später angelegt und in Betrieb genommen. In den Jahren 1942–1945 waren in den Bergemühlen Teil- bzw. Zubringerbetriebe der Rüstungsindustrie untergebracht. Diese Bergemühlen tragen auf den entsprechenden Grubenrißplatten als Nachtragestand die Jahreszahl 1944. Die letzte Befahrung einiger noch zugänglicher Grubenbaue fand am 23. Juni 1964 statt.

## Die finanziellen und betriebswirtschaftlichen Verhältnisse

### Die Chronologie der Betriebsentwicklung (Auszüge 1907–1914)

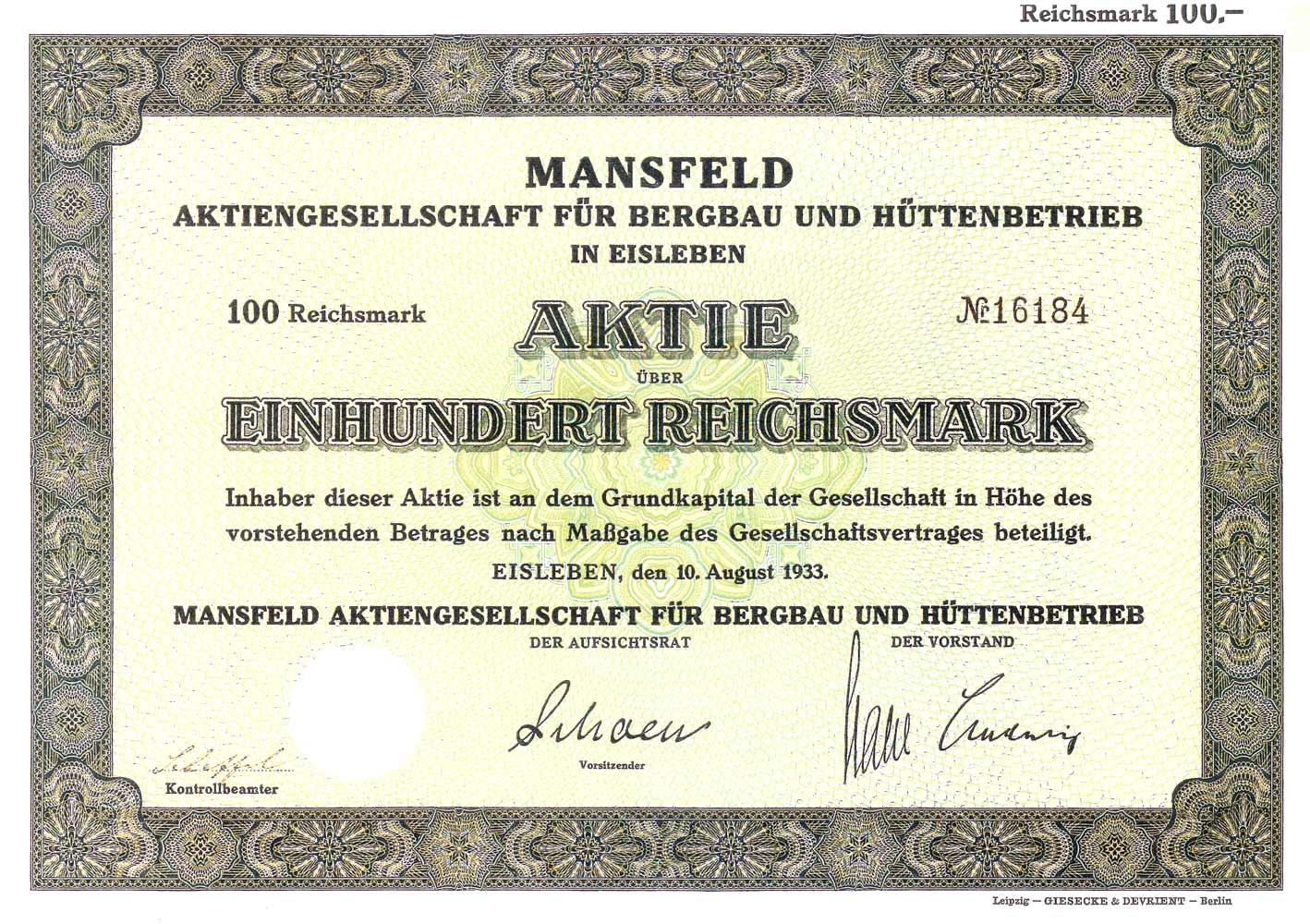
Aktien-Schein der „Mansfeld Aktiengesellschaft für Bergbau und Hüttenbetrieb“

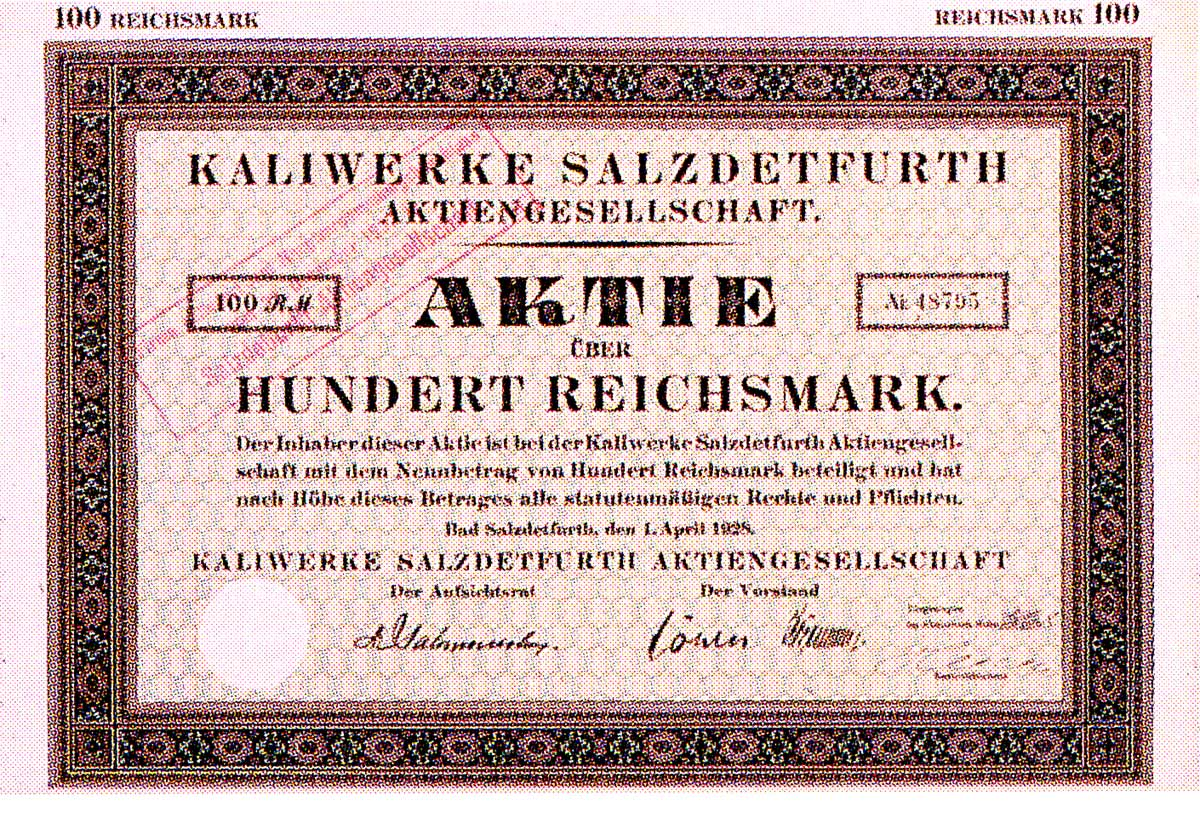
Aktien-Schein der Kaliwerke Salzdetfurth A.G.

Das Kaliwerk „Vereinigte Ernsthall“ gehörte ursprünglich der „Mansfeld‘schen Kaliwerke-AG Eisleben“ und war ein Hauptwerk dieser Aktiengesellschaft.
Die heute noch zugänglichen Datenquellen sind sehr lückenhaft. Hier noch einige statistische Angaben:
1907 : Vorstand: Bürgermeister Dittrich (Leipzig), Graf Vitzthum v. Eckstädt (Oberlößnitz), Zirkel (Leipzig), Oberbergrat Wachler (Berlin), Kommerzienrat Lehmann (Halle / Saale). Repräsentant: Oberberg- u. Hüttendirektor, Bergrat Schrader (Eisleben). Durchschnittliche Förderung: 298,3 t/d Carnallit. Betriebsdirektor: Bergwerksdirektor Kossuth. Betriebsführer: Obersteiger Fischer. Durchschnittliche Arbeiterzahl: 345 Mann.
1908: Vorstand bis Betriebsführer wie 1907. Durchschnittliche Förderung: 298,3 t/d Carnallit. Durchschnittliche Arbeiterzahl: 356 Mann.
- 1909: Vorstand bis Betriebsführer wie 1907 (lediglich wechselte der Repräsentant: jetzt Bergrat Vogelsang (Eisleben)). Durchschnittliche Förderung: 3.000 dz/d Carnallit. Durchschnittliche Arbeiterzahl: 359 Mann.
- 1910: Unverändert, wie 1909.
- 1911: Unverändert, wie 1910. Durchschnittliche Förderung: 2.500 dz/d Carnallit.
- 1912: Vorstand: Bürgermeister Dittrich (Leipzig), Oberbergrat Wachler (Berlin), Kommerzienrat Lehmann (Halle / Saale), Bergrat Kreuser (Mechernich), Justizrat Lengnick (Leipzig). Repräsentant: Oberberg- u. Hüttendirektor, Bergrat Vogelsang (Eisleben). Förderung 1912: 1.116.362 dz Carnallit. Betriebsdirektor: Bergwerksdirektor Kossuth. Betriebsführer: Obersteiger Fischer. Durchschnittliche Arbeiterzahl: 415 Mann.
- 1913: Vorstand: Bürgermeister Dittrich (Leipzig), Kommerzienrat Lehmann (Halle / Saale), Bergrat Kreuser (Mechernich), Justizrat Lengnick (Leipzig), Oberjustizrat Windisch (Dresden), Kommerzienrat Tobias (Leipzig). Repräsentant: Oberberg- u. Hüttendirektor, Bergrat Vogelsang (Eisleben). Durchschnittliche Förderung: 3.500 dz/d Carnallit. Betriebsdirektor: Bergwerksdirektor Kossuth. Betriebsführer: Obersteiger Fischer. Durchschnittliche Arbeiterzahl: 415 Mann.
- 1914: Unverändert, wie 1913. Durchschnittliche Arbeiterzahl: 478 Mann.

Im Jahr 1925 wurden noch 144.153 t Rohsalz mit einer Belegschaft von 163 Mann gefördert.

### Kalifabrik Wansleben
Das gewonnene Salz wurde mit einer Drahtseilbahn zur Weiterverarbeitung in die im Ort Wansleben gelegene Kalifabrik transportiert.
Die Seilbahn hatte eine Länge von ca. 2,14 km und musste einen Höhenunterschied von 30,5 m überwinden. Sie wurde im September 1912 in Betrieb genommen. In umgekehrter Richtung transportierte diese Seilbahn die Rückstände der fabrikatorischen Prozesse, Kesselhausaschen und sonstige, für untertägigen Versatz geeignete Materialien, zur Schachtanlage zurück.
Folgend einige Produktionsangaben der Kalifabrik Wansleben:
| Produkt                                | 1908         | 1909         |
| -------------------------------------- | ------------ | ------------ |
| Chlorkalium (80 %) einschl. Kalidünger | 107.584,8 dz | 97.906 dz    |
| Sulfate (umgerechnet in 80 % KCl)      | 15.062 dz    | 15.179 dz    |
| Düngesalze (umgerechnet in 80 % KCl)   | 26.820 dz    | 34.081 dz    |
| Blockkieserit                          | 18.121 dz    | 6.913 dz     |
| Brom                                   | 85.162,5 kg  | 82.998,75 kg |
| Carnallit                              | 6.841 dz     | 7.687,5 dz   |

In der Kalifabrik Wansleben betrug z. B. im Jahr 1923 die Belegschaftsstärke 133 Arbeitskräfte.

## Stilllegung der Schachtanlagen

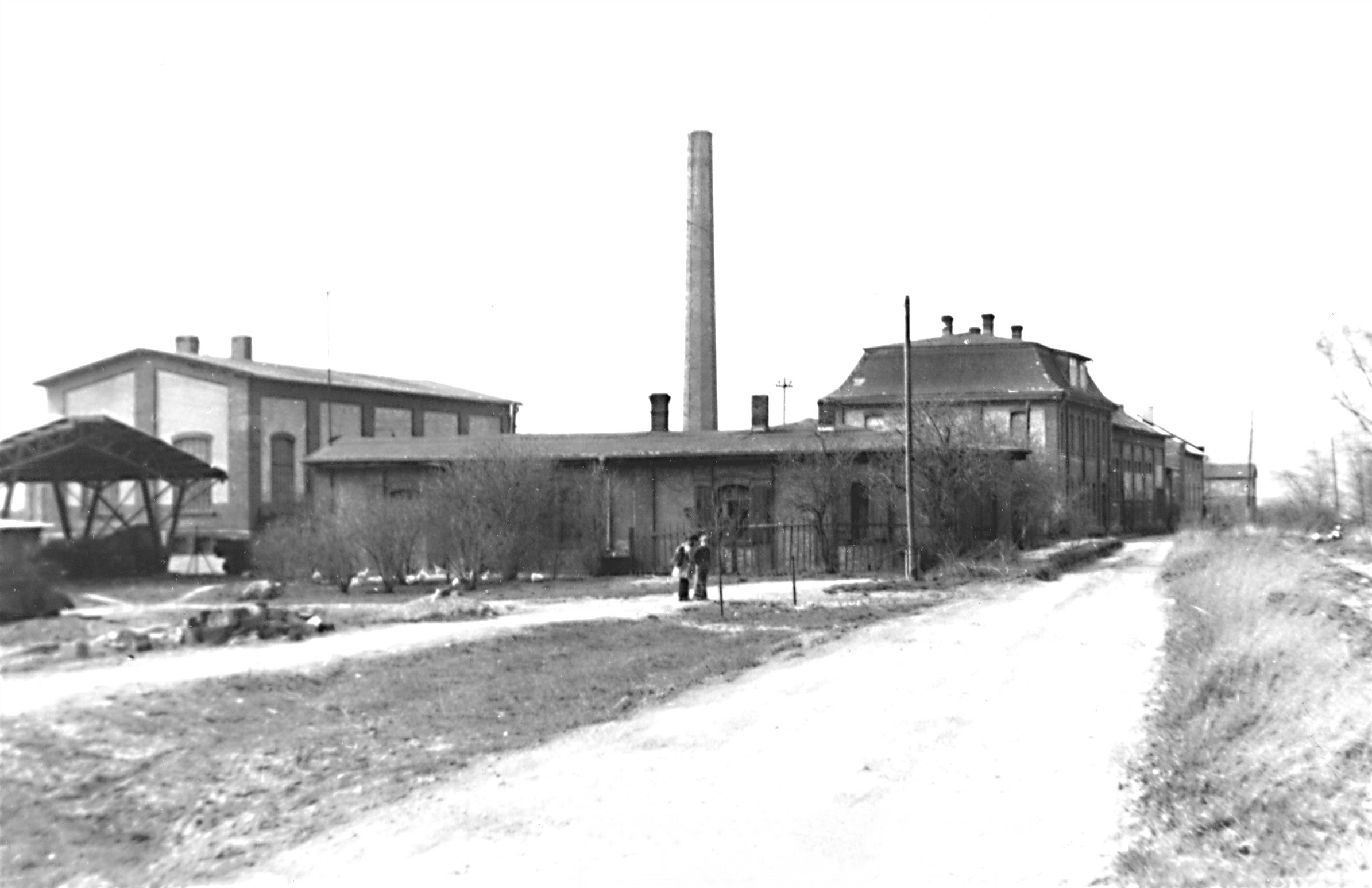
Schachtareal Kalischacht Neu-Mansfeld im Jahre 1978

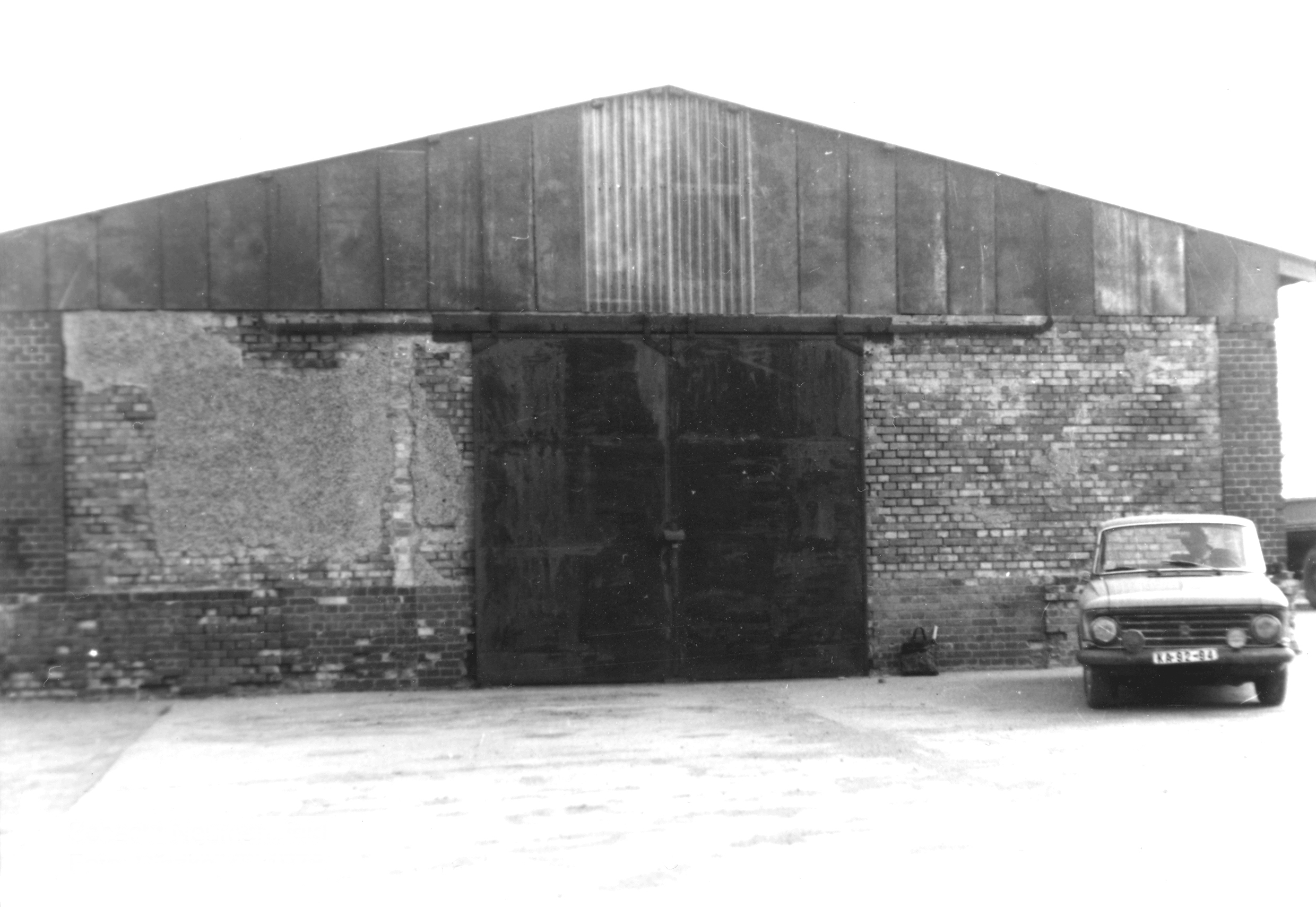
Schachtverschluss des Kalischachtes Neu-Mansfeld im Jahre 1978

Am 1. April 1926 wurde die Förderung und Verarbeitung von Kalisalzen in den Werken der Mansfeld-Kali-AG eingestellt. Die Kalibeteiligungsquote der Mansfeld-Kaliwerke wurde bereits vorher an den Salzdetfurth-Konzern verkauft. Die Bergwerke der Mansfeldschen Kaliwerke AG wurden für die Dauer von 30 Jahren an die Kali-Vereinigung GmbH in Magdeburg verpachtet. Als einmalige Entschädigung erhielt die Mansfeld-AG einen Betrag von 12 Millionen Reichsmark. Dieses Geld wurde zur Modernisierung der Kupferhütten sowie der Tagesanlagen und Kokereien der Steinkohlenzechen in Westfalen verwendet. Im Jahr 1926 wurde die Mansfeld-Kali-AG liquidiert. In den Jahren 1928 bis 1930 wurden die Übertageanlagen (z. B. die Seilbahn zur Kalifabrik Wansleben; Gebäude der Ziegelei Wansleben) demontiert. Um sich die Rechte auf die Wiederaufnahme der Kaliförderung nach 1953 zu sichern, wurden die Schächte Georgi und Neu-Mansfeld nach entsprechendem Umbau befahrbar gehalten.

## Nachnutzung der Grubenbaue
Im Jahre 1942, als die Alliierten Truppen verstärkt deutsche Städte bombardierten, begann die Suche nach sicheren Standorten für die Rüstungsproduktion und zur Einlagerung wertvoller Kulturgüter. Die Grubenbaue des Georgischachtes boten sich dazu an.
Die älteste naturwissenschaftliche Akademie Deutschlands, die Hallenser Leopoldina, begann im Sommer 1943 mit der Einlagerung ihrer Bibliotheksbestände.
Im Zusammenhang mit der untertägigen Einrichtung von Werkstätten der Heeresmunitionanstalt waren sogar noch bergmännische Auffahrungen nötig.
Etwa 2.400 Häftlinge des in Wansleben eingerichteten Außenlagers KZ Wansleben des Konzentrationslagers Buchenwald fertigten hier verschiedene Ersatzteile für die Luftwaffe sowie Munitionszubehör.

## Heutiger Zustand (2011)
Bis zum 1. März 1951 gehörten beide Schachtanlagen zum VEB Mansfeldkombinat „Wilhelm Pieck“ Eisleben und wurden dann vom 1. März 1951 bis 31. Dezember 1952 dem VEB Kaliwerk „Deutschland“ in Teutschenthal zugeordnet. In der Zeit vom 1. Januar 1953 bis zum 31. Juli 1953 war die „Geologische Kommission in Berlin“ für die Schächte verantwortlich. Anschließend wurden diese wiederum dem Kaliwerk „Deutschland“ zugewiesen. Seit Erlass der Verwahrungsanordnung der DDR vom 10. Oktober 1971 (DDR-GBl. II Nr. 73) wurde der Rat des Bezirkes Halle für eine Vielzahl von Alt-Kalischächten, sog. „Grubenbaue alten Bergbaus ohne Rechtsnachfolger“, zuständig.

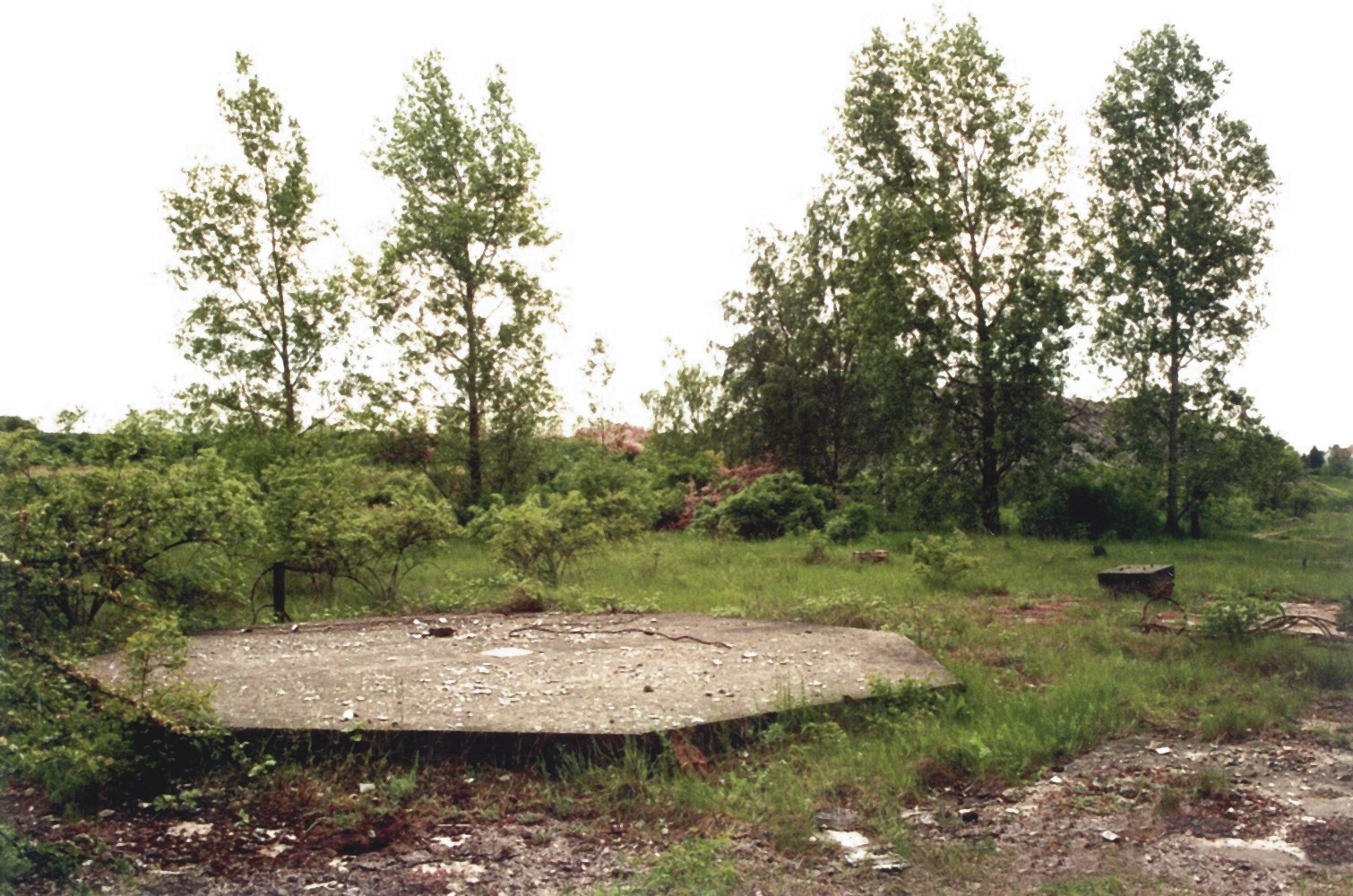
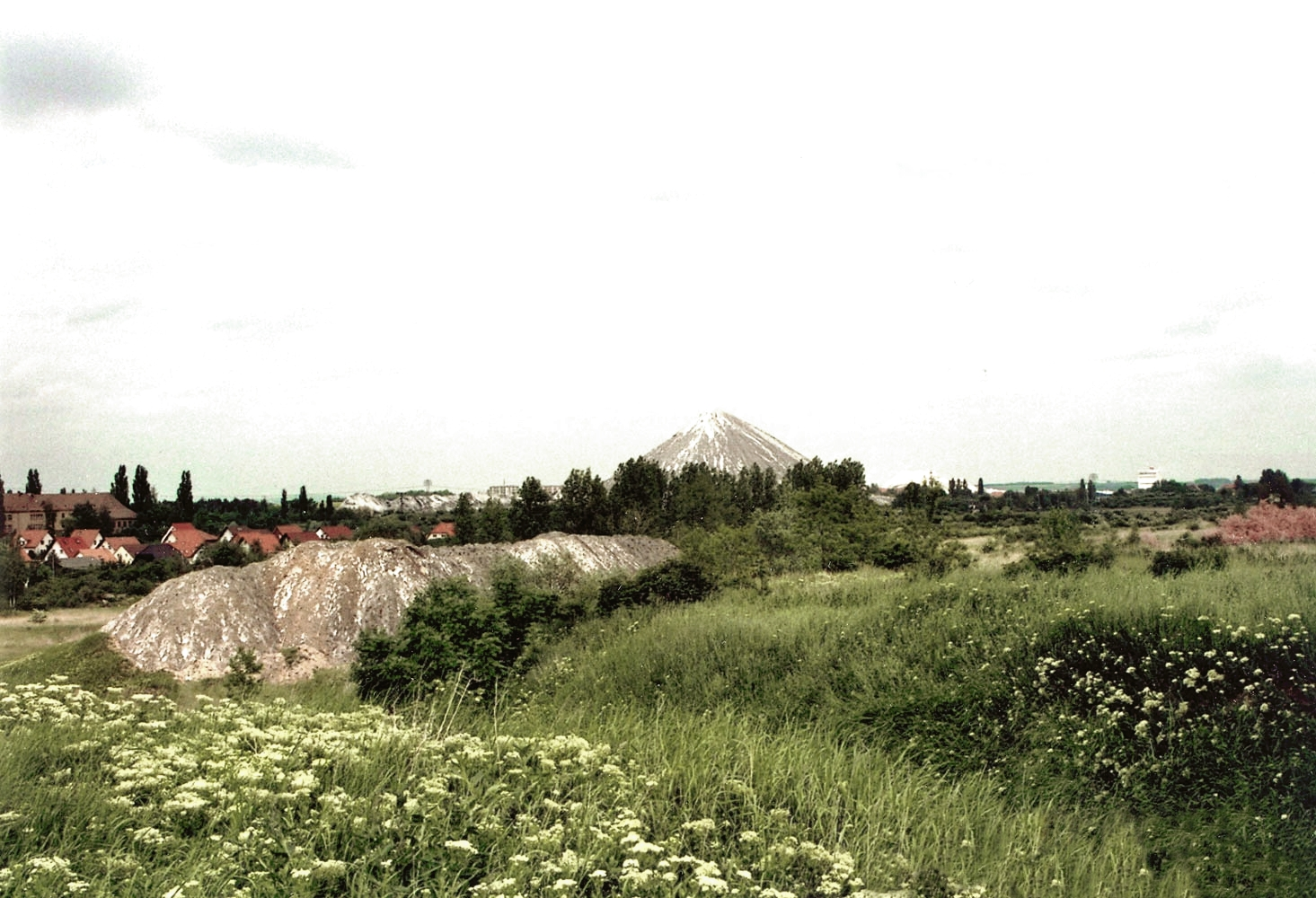
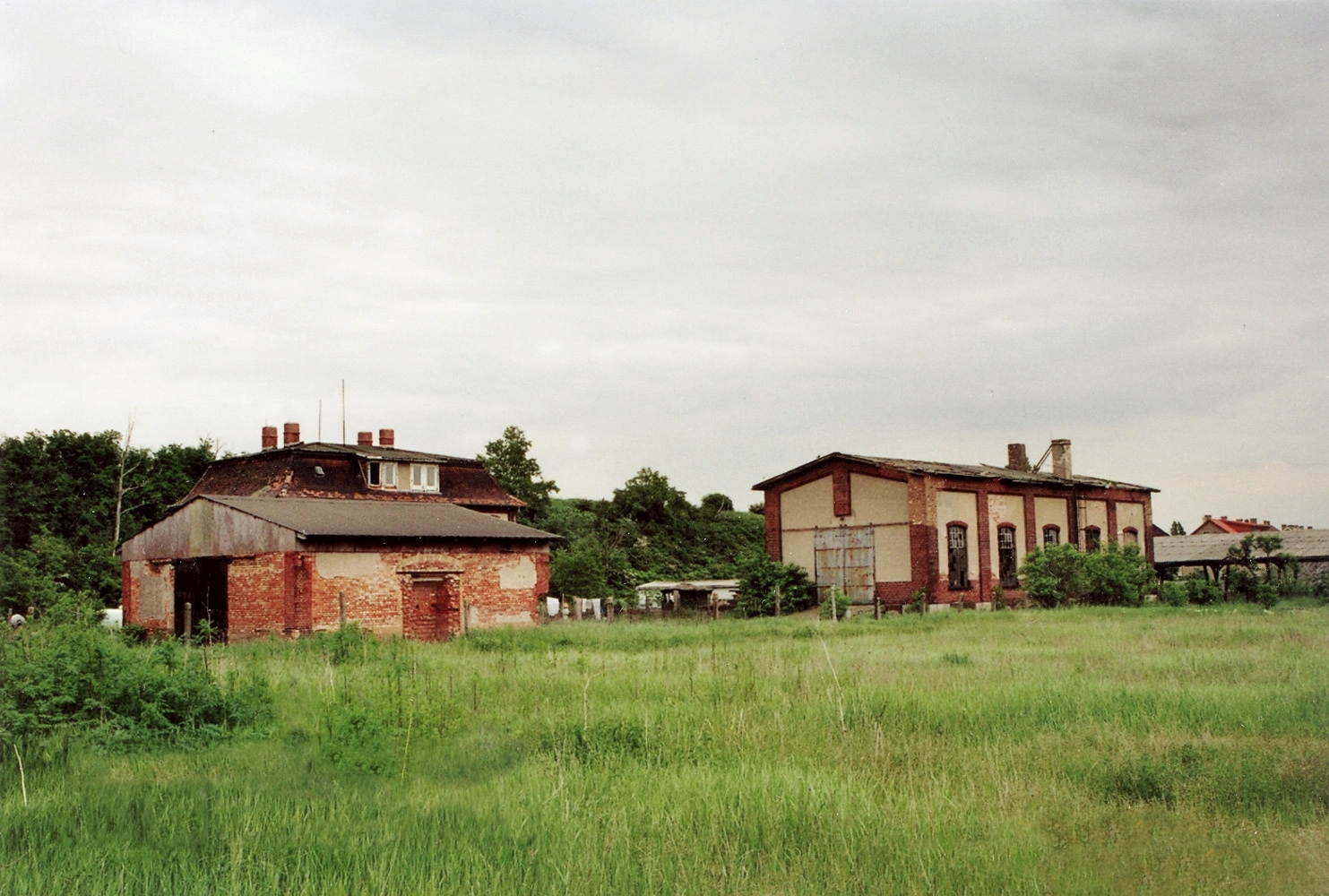
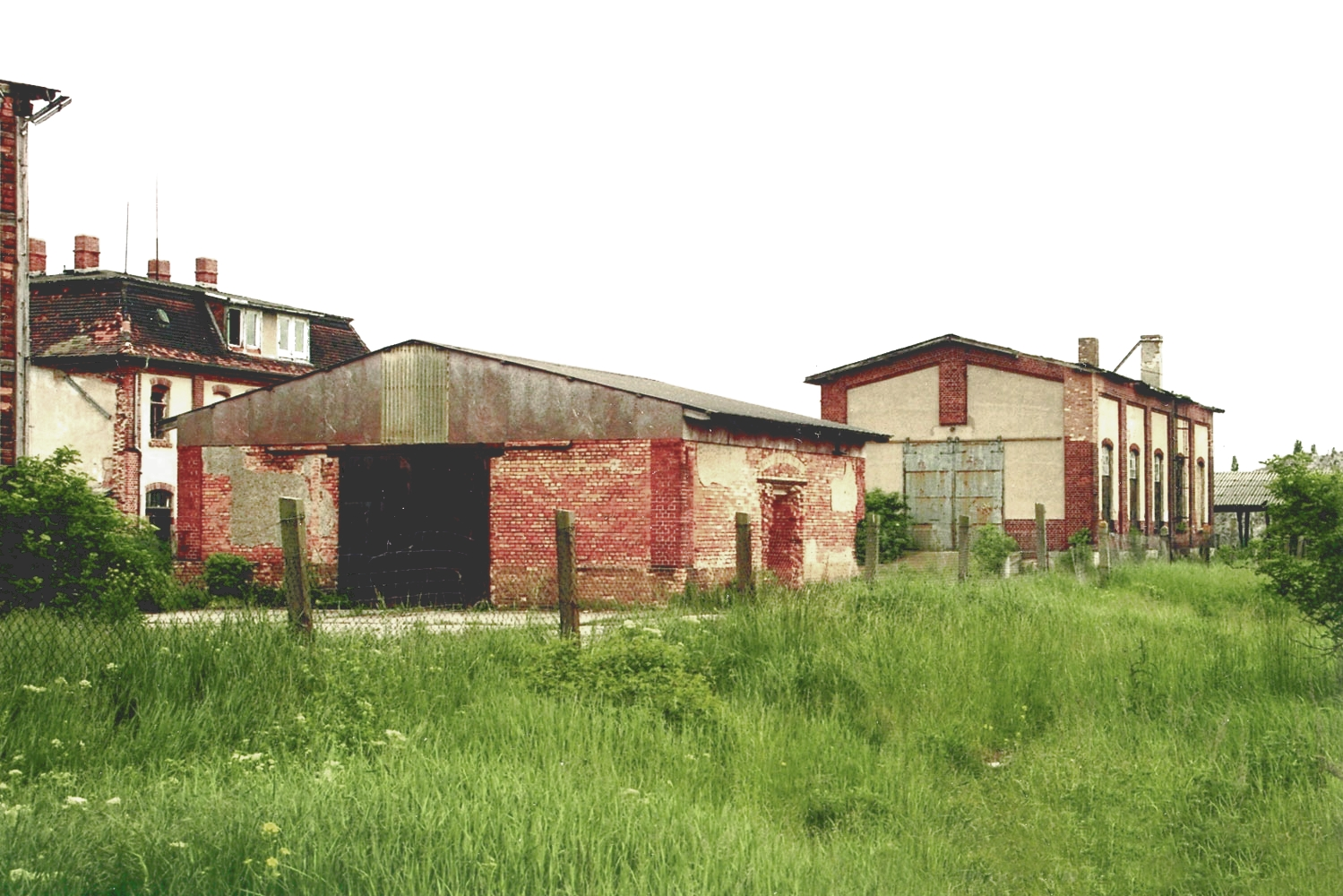
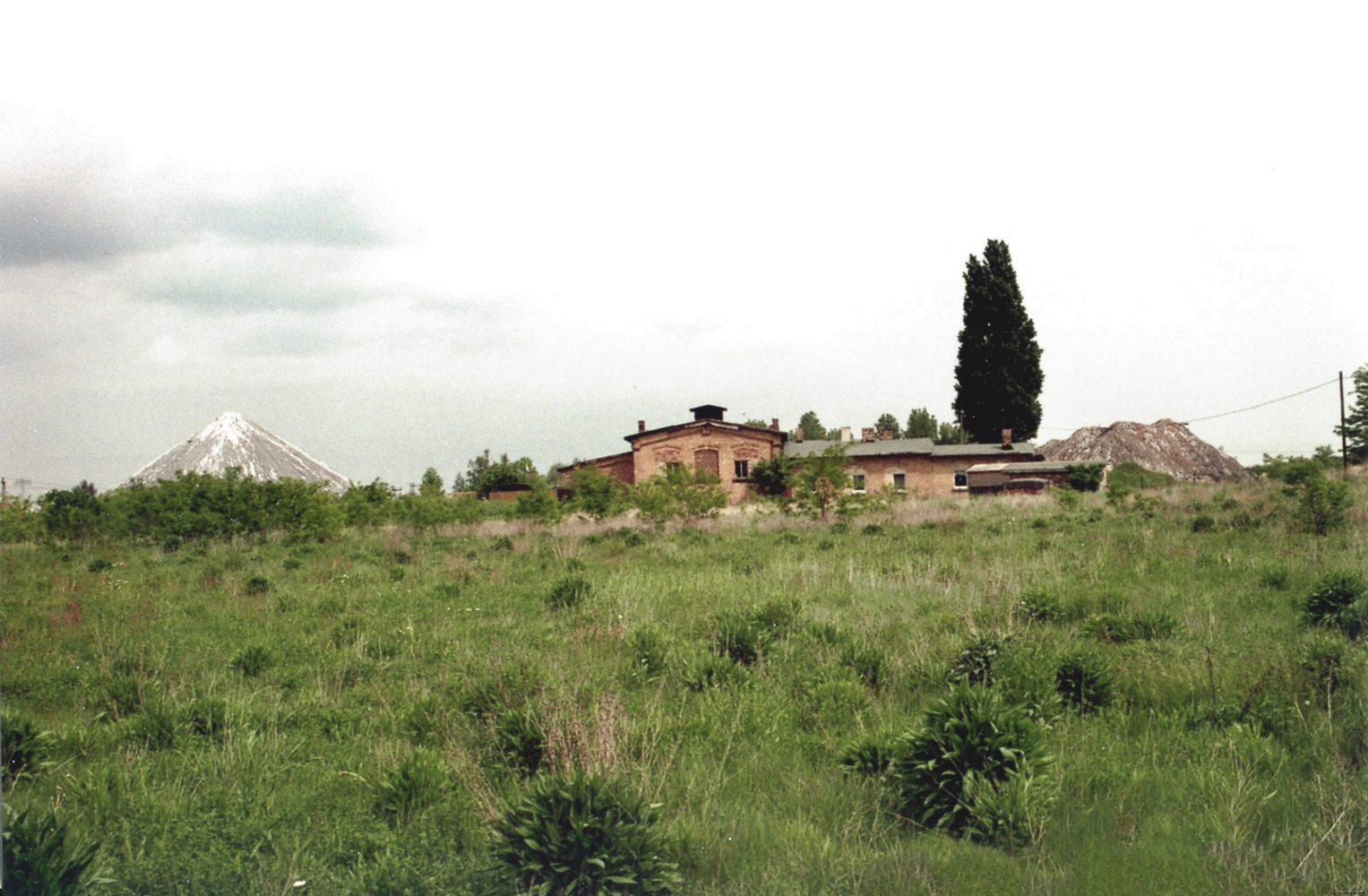

Mit dem Beitritt der DDR zum Geltungsbereich des Grundgesetzes galt die Schachtanlage „Ernsthall/Neu-Mansfeld“ als „stillgelegte Anlage eines bergbaulichen Gewinnungsbetriebes, für den ein Rechtsnachfolger nicht vorhanden oder nicht mehr feststellbar ist“. Anstelle der Räte der Bezirke traten die jeweiligen Landesregierungen bis zum Erlass entsprechender ordnungsbehördlicher Vorschriften (für das Land Sachsen-Anhalt: Gesetz über die öffentliche Sicherheit und Ordnung des Landes Sachsen-Anhalt (SOG LSA) in der Fassung der Bekanntmachung vom 23. September 2003 (GVBl. LSA S. 214), zuletzt geändert am 18. Mai 2010 (GVBl. LSA S. 340)) ein. Somit steht bis dato diese Schachtanlage ordnungsrechtlich bzgl. der Fürsorgepflicht zwecks Gefahrenabwehr in der Zuständigkeit der Gemeinde. Beide Schächte sind verfüllt worden, wobei die Streckenabgänge ungesichert verblieben; am Schacht Neu-Mansfeld ist eine Sicherheitszone zu beachten. Ein weiteres sichtbares Zeichen des Georgischachtes sind die Reste der ehemaligen Salzhalde. Diese und viele andere seinerzeit stillgelegten Kali- und Steinsalzbergwerke bedürfen einer kontinuierlichen Überwachung.
Der „Verein zur Aufarbeitung der NS-Gewaltherrschaft Mansfelder Land e. V.“ bemüht sich um die Errichtung einer Kommunikations- und Begegnungsstätte in der ehemaligen Maschinenhalle auf dem Gelände des Schachtes Neu-Mansfeld. Im Jahr 2011 konnten bereits erste Baumaßnahmen erfolgreich abgeschlossen werden. Ziel ist es, das Gedenken an die unter dem NS-Regime hier zwangsarbeitenden etwa 2.400 KZ-Häftlinge wach zu halten.